# Caqui (color)

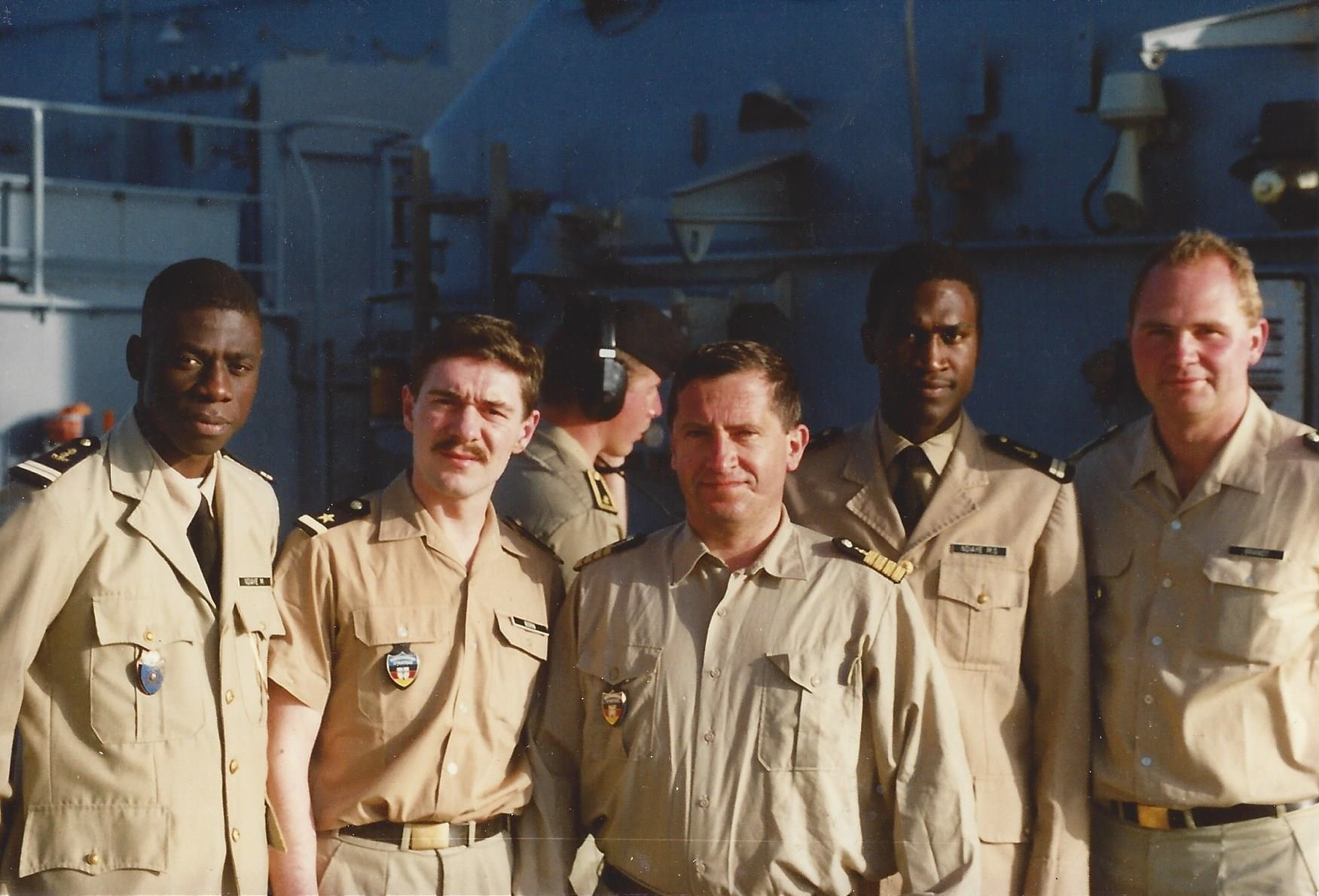
El caqui es un color común en los uniformes y equipos militares, en particular los destinados a zonas desérticas o áridas, como se ve en estos oficiales alemanes y senegaleses.

Caqui, también llamado kaki, es un color utilizado originariamente en uniformes militares. Su nombre proviene de la palabra inglesa khaki, esta del hindi khākī, y esta del pelvi ẖāk, ‘polvo’. Es el nombre que dieron los británicos al color de los uniformes de sus tropas coloniales de India, Afganistán y Pakistán. Se origina en la costumbre que tenían los soldados británicos coloniales de manchar sus uniformes blancos con polvo para camuflarlos mejor con el entorno.
La adjetivación de color «caqui» ingresa al idioma castellano en el siglo XX.
De acuerdo con el contexto, caqui puede aludir a diferentes colores:
- Cuando se refiere al color de los uniformes británicos originales, caqui es una coloración específica amarillo naranja, muy clara y de saturación débil.[4]
- Cuando se refiere al color de la tela con que se confeccionan los uniformes de infantería de diferentes países, la coloración caqui se vuelve inespecífica, ya que desde su adopción más o menos universal como color para uniformes militares ha sufrido variaciones. Caqui, en este contexto, puede denotar un color amarillo ocráceo a ocre verdoso, claro a semioscuro y de saturación moderada a semineutra.[2]
- Finalmente, caqui hace referencia a una familia mayor de colores, que incluye todas las variantes cromáticas mencionadas anteriormente y también a otros colores con los que comparte nombre pero no origen, como el naranja caqui.[2]

|            | Caqui (específico) | Caqui (inespecífico) |
| ---------- | ------------------ | -------------------- |
| HTML       | #E0D8B0            | #DFC38A              |
| CMYK       | (15, 10, 35, 0)    | (15, 20, 50, 0)      |
| RGB        | (224, 216, 176)    | (223, 195, 138)      |
| HSV        | (50°, 21 %, 88 %)  | (40°, 38 %, 87 %)    |
| Referencia | [ 4 ]              | [ 4 ]                |

## Usos

### En uniformes militares y prendas civiles
En la India británica, el color caqui para uniformes fue adoptado en 1848, y lo llevaban tanto los soldados nativos como los británicos; más tarde fue adoptado en otras partes del Imperio. A partir de la Primera Guerra Mundial el color original cambió: los soldados británicos que participaron en este conflicto llevaban uniformes de un color que era descrito como khaki, pero cuya coloración era más olivácea.
Más tarde, el color caqui fue adoptado por otros países para sus uniformes militares y policiales, realizándose variaciones en la tonalidad de acuerdo con el criterio local. Actualmente se lo usa pleno o integrando un patrón de camuflaje.
El caqui también ha trascendido el ámbito militar y pasado al mundo de la moda civil. Es bastante utilizado en prendas para actividades en ambientes agrestes, como caza y supervivencia, debido a que provee camuflaje en esos entornos.

### Colores HTML
Los colores HTML establecidos por protocolos informáticos para su uso en páginas web incluyen tres tonalidades «caqui»:
|           | Caqui claro       | Caqui             | Caqui oscuro      |
| HTML      | #F0E68C           | #C3B091           | #BDB76B           |
| RGB       | (240, 230, 140)   | (195, 176, 145)   | (189, 183, 107)   |
| HSV       | (54°, 42 %, 94 %) | (37°, 26 %, 76 %) | (56°, 43 %, 74 %) |
| Protocolo | X11               | HTML / CSS        | X11               |

## Naranja caqui

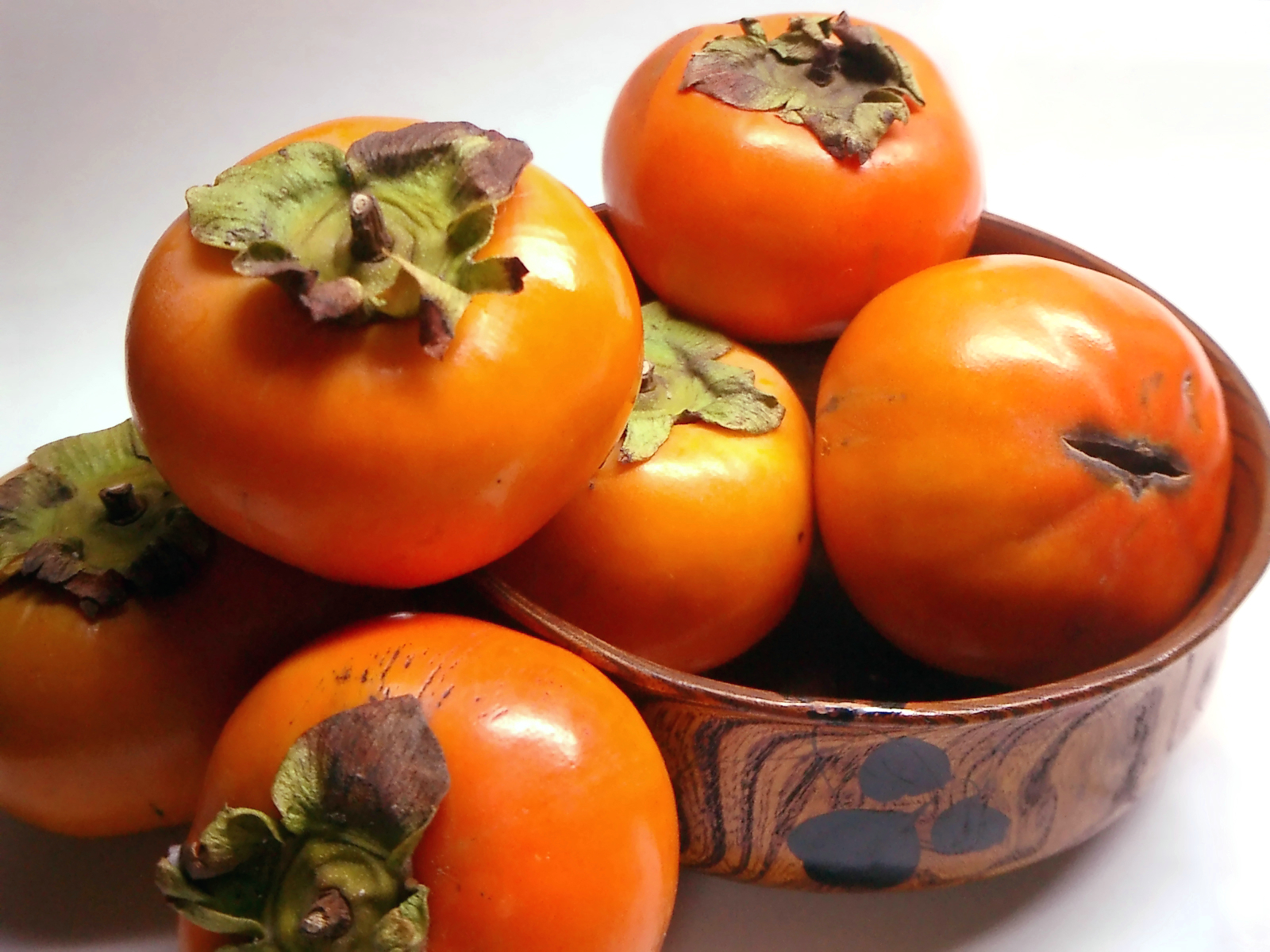
Caquis maduros en un cuenco

El naranja caqui, a veces también llamado caqui o rojo caqui, es un color naranja amarillento semiclaro, de saturación intensa, que corresponde específicamente a la coloración del fruto maduro del caqui (Diospyros kaki). Este color está comprendido en los acervos iconolingüísticos tradicionales de las culturas de Europa y de Asia Oriental.
|            | Naranja caqui (específico) | Naranja caqui (inespecífico) |
| ---------- | -------------------------- | ---------------------------- |
| HTML       | #F38D3C                    | #E25F23                      |
| CMYK       | (0, 40, 80, 0)             | (0, 59, 90, 5)               |
| RGB        | (243, 141, 60)             | (226, 95, 35)                |
| HSV        | (27°, 75 %, 95 %)          | (19°, 85 %, 89 %)            |
| Referencia | [ 4 ]                      | [ 4 ]                        |